# Мишково (Великопольське воєводство)

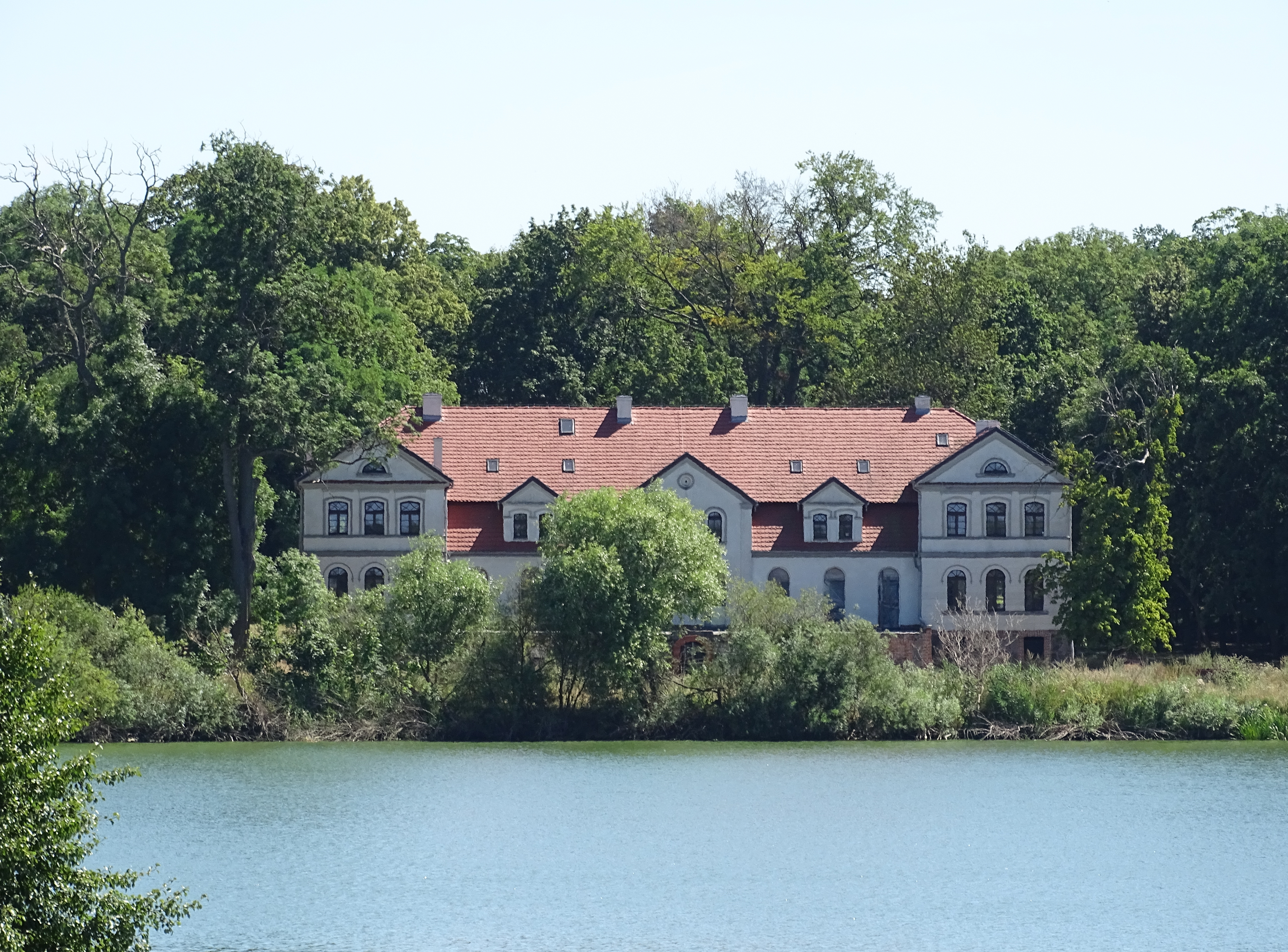
Палац.

Мишково (пол. Myszkowo) — село в Польщі, у гміні Шамотули Шамотульського повіту Великопольського воєводства.
Населення — 212 осіб (2011).
У 1975-1998 роках село належало до Познанського воєводства.

## Демографія
Демографічна структура станом на 31 березня 2011 року:
|          | Загалом | Допрацездатний вік | Працездатний вік | Постпрацездатний вік |
| -------- | ------- | ------------------ | ---------------- | -------------------- |
| Чоловіки | 115     | 25                 | 83               | 7                    |
| Жінки    | 97      | 22                 | 59               | 16                   |
| Разом    | 212     | 47                 | 142              | 23                   |